# Перович, Слободан
Слободан Перович (серб. Слободан Перовић; 6 мая 1926, Крагуевац, Королевство Югославия — 2 мая 1978, Белград, СФРЮ) — сербский и югославский актёр театра, кино и телевидения.

## Биография
В 1949 году поступил в Академию театра, кино, радио и телевидения в Белграде. С 1951 года играл на сценах Белградского драматического и Югославского драматических театров, Atelier 212.
В кино дебютировал в 1955 году.
В 1963 году на кинофестиваль в Пуле награждён премией Золотая Арена.
Снялся в более 70 кинофильмах и телесериалах.

## Избранная фильмография
- 1955 — Их было двое — Марко
- 1956 — Розыск — Марко
- 1957 — Поп Чира и поп Спира — учитель Петар Петрович
- 1959 — Восьмая дверь
- 1961 — Мирное лето
- 1961 — Не вмешивайся в счастье — Миленко
- 1963 — Мужчины…
- 1965 — Инспектор — Слободан Джованович
- 1965 — Три — человек без документов
- 1967 — Пробуждение крыс
- 1968 — Поход
- 1969 — По следу Тигра — инженер
- 1969 — Воронье — Джука
- 1969 — Австралия далеко — Никола
- 1974 — Против Кинга — Роки
- 1978 — Палата № 6 — Андрей Ефимыч Рагин